# نيوبورو (أنغلزي)
نيوبورو (بالإنجليزية: Newborough, Anglesey)‏ هي قرية تقع في المملكة المتحدة في ويلز. يقدر عدد سكانها بـ 2,169 نسمة .

## أعلام
- أوين جونز